# 上月左知子
上月 左知子（こうづき さちこ、1930年10月9日 - 2018年1月24日）は、日本の女優。本名：小池 みき子（こいけ みきこ）。
兵庫県神戸市出身。兵庫県立第三高等女学校（現兵庫県立御影高等学校）、宝塚音楽学校卒業。東企画、小市事務所に所属していた。
長男は俳優の南原健朗、次男は元俳優の山口正朗、娘は元宝塚歌劇団月組男役・嘉月絵理。血液型B型。

## 来歴・人物
1949年、宝塚歌劇団36期生として宝塚歌劇団に入団。上月あきら（こうづき・あきら）の芸名を名乗る。『南の哀愁』で初舞台。同期に女優の有馬稲子、南風洋子、福田公子がいる。宝塚入団時の成績は63人中8位。宝塚歌劇団時代の愛称はコイちゃん。配属組は最初、月組で、その後、雪組。男役で活動。実力派として活躍するも1957年3月31日付で退団。最終出演公演の演目は雪組公演『ペロー博士の贈物／夜霧の女』。以降永きに渡って女優活動を続けた。
私生活では宝塚退団後ほどなくして結婚するも1年で離婚、その後映画『太平洋戦争と姫ゆり部隊』で相手役であった南原宏治と結婚、二男一女をもうける。1967年、夫・南原が所属する劇団欅に入団。南原が退団した後も残り、劇団欅が発展解消した後に結成された劇団昴に参加するが、1979年に劇団昴を退団。晩年はテレビドラマを中心に活動していた。
後年、南原と不仲となり離婚、同じ劇団昴に所属していた俳優・山口嘉三と再婚、3人の子供を芸能活動の傍ら育てあげた。
晩年も仕事を続けていたが、2018年1月24日に心不全で死去。87歳没。
特技は日本舞踊、西洋舞踊、関西弁。

## 出演作品

### テレビドラマ
- 松本清張シリーズ・黒の組曲（NHK）
  - 第29話「顔」（1962年）
  - 第42話「小町鼓」（1963年） - 立石夫人
- 悦ちゃん（1965年、NHK）
- 奥様多忙（1957年 - 1959年、KR）
- 白い桟橋（1957年 - 1958年、NTV）
- 日本の年輪 風雪二十年
- 青年弁護士 第9話「緊急弁護」（1963年、NTV / 東映）
- ナショナルゴールデン劇場 / 人生劇場（1971年、NET）
- さぼてんとマシュマロ（1971年、NTV / ユニオン映画）
- ミラーマン 第8話「鋼鉄竜アイアンの大逆襲」（1972年、CX / 円谷プロ） - 鏡優子（鏡京太郎の母親）
- パパと呼ばないで 第10話「ママがほしい!」（1972年、NTV） - 久代
- 大岡越前 第3部 第26話「悪の報酬」（1972年、TBS） - お静
- おこれ!男だ 第19話｢塾にお婆ちゃんが戦争を持ってきた!!｣（1973年、NTV） - 冬川未亡人
- ライオン奥様劇場（CX）
  - 女の坂道（1973年） - 梅香
  - 徳川の夫人たち（1974年） - 矢島局
- 流星人間ゾーン（1973年、NTV / 東宝） - 防人月子
- ウルトラシリーズ（TBS / 円谷プロ）
  - ウルトラマンタロウ 第31話「あぶない! 嘘つき毒きのこ」（1973年） - 武田大介の母
  - ウルトラマンレオ 第33話「レオ兄弟対宇宙悪霊星人」（1974年） - タカシの母
- 非情のライセンス（NET→ANB）
  - 第1シリーズ 第35話「兇悪な蜜の香り」（1973年） - ミキ
  - 第2シリーズ
    - 第6話「兇悪の母」（1974年） - 小沢夫人
    - 第120話「濡れ衣」（1976年） - 喜代

  - 第3シリーズ 第9話「兇悪の化粧・総選挙殺人事件」（1980年）
- 必殺シリーズ（ABC）
  - 暗闇仕留人 第6話「狙われて候」（1974年） - おちか
  - 必殺仕舞人 第8話「坊さんかんざし買うを見た -高知-」（1981年） - 鶴富楼お倉
- ねぎぼうずの唄（1974年） ‐ 磯村早苗 役
- 太陽にほえろ! 第132話「走れ! ナポレオン」（1975年） - 岩沢夫人
- 人間の証明（1978年、TBS）
- Gメンシリーズ（TBS / 東映→近藤照男プロ）
  - Gメン'75
    - 第179話「警察署長室ジャック」（1978年） - 宗方昌代
    - 第187話「爆弾を持ったサンタクロース」（1978年） - 太田夫人
    - 第191話「女子大寮の裏窓」（1979年） - 佐藤雪枝
    - 第211話「通勤バスから消えたキャリアガール」（1979年） - 滝田夫人
    - 第346話「幽霊に殺された私」（1982年） - 滝川夫人

  - Gメン'82 第3話「奥様族の密室殺人」（1982年） - 美佐子
- 特捜最前線 第79話「挑戦III・十三歳の旅立ち!」（1978年、ANB）
- 鉄道公安官 第13話「ひかり10号・最後の激走」（1979年、ANB）
- 燃えろアタック 第35話「プクちゃんの挑戦」（1979年、ANB） - 野田秋子
- 噂の刑事トミーとマツ 第1シリーズ 第5話「トミマツ真ッ青・女の戦争」（1979年、TBS） - 長沼夫人
- 猿飛佐助 第15話「甲賀忍法 人鷲」（1980年） - おゆう
- 西部警察シリーズ（ANB） - 二宮夫人
  - 西部警察 第95話「刑事の夜明け」（1981年）
  - 西部警察 PART-II 第14話「男たちの絆」（1982年）
- 北の国から（1981年、CX）
- ザ・ハングマンII 第11話「ヤミの談合ナマ中継」（1982年、ABC） - 松本菊枝
- 月曜ワイド劇場 / 花柳幻舟獄中記 第1作（1984年、ANB）
- 12時間超ワイドドラマ / 風雲江戸城 怒涛の将軍徳川家光（1987年） - 崇源院
- 大河ドラマ / 春日局（1989年、NHK） - 祖心尼
- 華の別れ（1989年、THK） - 根岸文子 役
- いとしの婿どの（1989年）
- 金曜ドラマ / 誘惑（1990年、TBS） - 大杉夫人
- 雪の蛍（1991年、THK）
- 珠玉の女（1992年）
- 金曜ドラマシアター→金曜プレステージ（CX）
  - 松本清張スペシャル・疑惑（1992年）
  - 検事・霞夕子 第2作「無関係な死」（2011年） ‐ 加藤妙子
- 火曜サスペンス劇場 / 小京都ミステリー 第7作（1992年、NTV） - 中村静
- ラスト・フレンド（1993年、THK）
- ドラマ30 / あしたは晴れる（1997年）
- 土曜ワイド劇場
  - おとり捜査官・北見志穂 第11作（2006年） - 渡辺たえ子
  - 検事・朝日奈耀子 第13作（2013年） - 久保康子
- 東京大空襲（2008年）
- DOOR TO DOOR〜僕は脳性まひのトップセールスマン〜（2009年、TBS）
- 花嫁のれん（第1シリーズ）（2010年） - 吉野智恵
- 仮面ライダーW 第44話「Oの連鎖 / シュラウドの告白」（2010年、ANB） - 関根久美
- 月曜ゴールデン（TBS）
  - 看取りの医者 バイク母さんの往診日誌（2011年） - セツ
  - 縁側刑事 第1作（2013年） - 稲盛富子
- 月曜ミステリーシアター / 刑事のまなざし（2013年、TBS） - 藤川あや子
- 永遠の0（2015年、TX） - 大石松乃

### 舞台劇
- エノケンの武蔵坊弁慶
- 越前竹人形
- おふくろ
- 女王二人
- クレイジー・フォー・ユー（劇団四季）
- ダンスレボリューション〜ホントのワタシ〜（2014年）
- 誓い〜奇跡のシンガー〜　施設の院長、矢島智子役（2015年7月）中野区野方区民ホール
- 誓い〜奇跡のシンガー〜　施設の院長、矢島智子役（2015年9月-10月）中野区野方区民ホール、クレオ大阪中央ホール
- あなたを待ちながら　スウィート版（2015年12月2日-6日）白川薫風役　築地ブディストホール
- 時空を旅する女たち（2015年12月10日-14日）紫式部役　なかの芸能小劇場
- -2011・3・11-ふるさとは今もかわらず（2016年3月31日-4月3日）座・高円寺2

### 映画
- 若い瞳（1954年） - 小田文子
- 黒と赤の花びら（1962年） - 笹本アキ子
- 太平洋戦争と姫ゆり部隊（1962年） - 大峰邦子
- 二階堂卓也 銀座無頼帖 帰ってきた旋風児（1962年） - 村瀬安子
- 人間に賭けるな（1964年） - 坂崎郁子
- ギター抱えたひとり旅（1964年） - 洋子
- さすらいは俺の運命（1965年） - 力石咲江
- 放課後（1973年） ‐ 中西和代
- 青春の蹉跌（1974年） - 田中君子
- 扉はひらかれた（1975年） みき ※主演
- 博多っ子純情（1978年） ‐ 小柳加代
- 真田幸村の謀略（1979年） ‐ 大蔵卿局
- 海潮音（1980年） ‐ 吉井収子
- 美姉妹 犯す（1981年） ‐ 姉妹の母・伸子
- この子の七つのお祝いに（1982年） ‐ 高橋夫人
- 陽暉楼（1983年） - お駒
- 瀬戸内少年野球団（1984年） - 中井豊乃
- 空海（1984年） ‐ 玉寄
- 夫と妻の豊かなために（1989年、東映教育映画） - 宮原和子
- ふしぎな岬の物語（2014年） - シズさん
- 群青色の、とおり道（2015年） - まるこ
- 天使に“アイム・ファイン”（2016年） - 木村文子
- 八重子のハミング（2016年） - 石崎みつ

### Webドラマ
- ウルトラマンオーブ THE ORIGIN SAGA 第8話「ひびき 〜響〜」（2017年、Amazonプライム・ビデオ） - 老女

### ラジオ
- NHK-FM FMシアター 『レンタル・メモリアル』 - 上司の妻

### その他
- 一枚の写真（1988年、フジテレビ）